# 高月駅

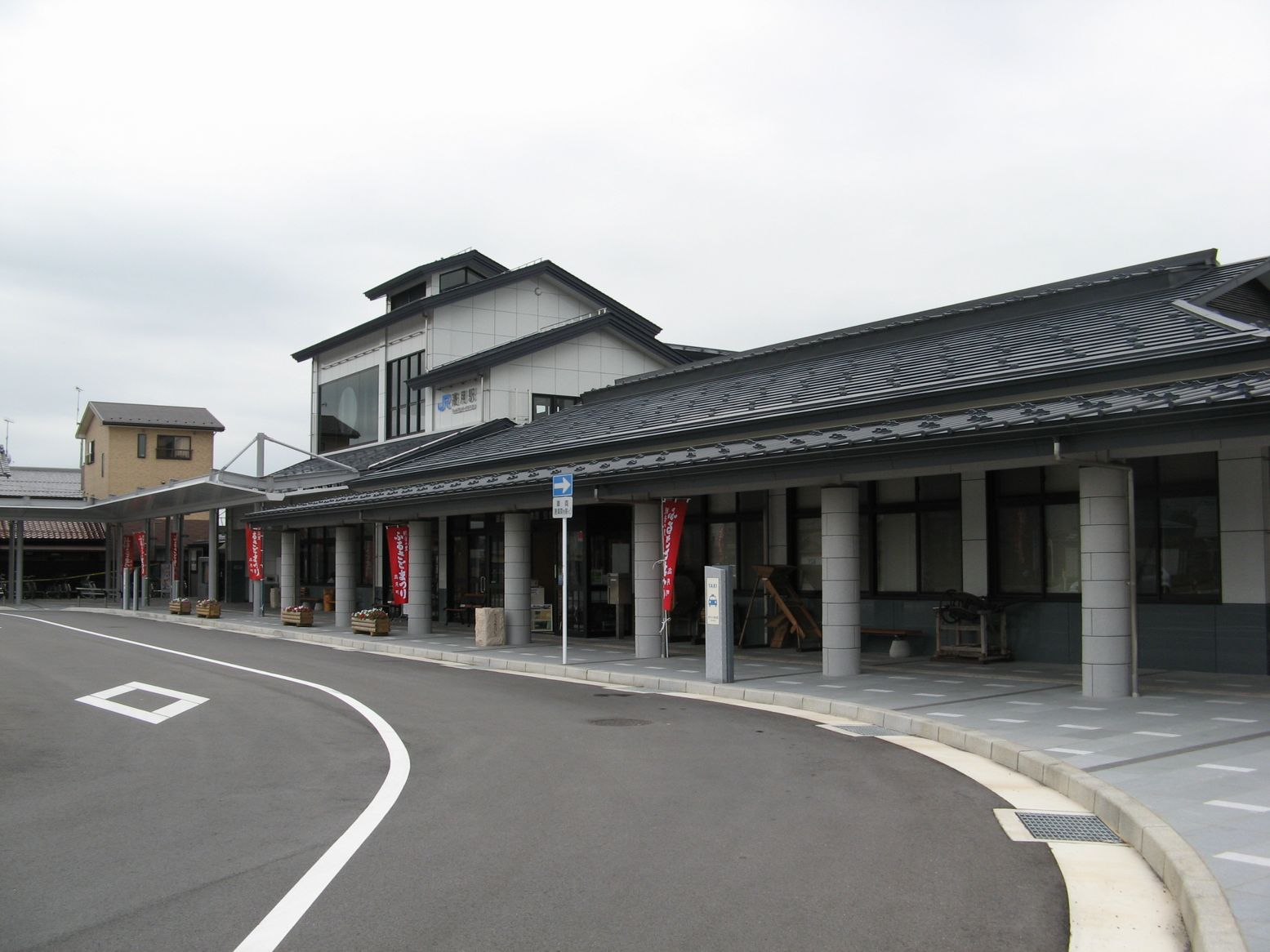
東口（2007年7月）

高月駅（たかつきえき）は、滋賀県長浜市高月町落川にある、西日本旅客鉄道（JR西日本）・日本貨物鉄道（JR貨物）北陸本線の駅である。駅番号はJR-A06。

## 歴史
- 1882年（明治15年）3月10日：官設鉄道長浜駅 - 柳ヶ瀬駅間開業により設置[1]。一般駅[1]。
- 1895年（明治28年）4月1日：線路名称制定。東海道線の所属となる。
- 1902年（明治35年）11月1日：線路名称改定により、北陸線所属に変更。
- 1909年（明治42年）10月12日：線路名称制定、北陸本線所属駅となる。
- 1957年（昭和32年）10月1日：当駅を含む田村駅 - 敦賀駅間が交流電化。
- 1958年（昭和33年）
  - 9月25日：高月駅 - 木ノ本駅間が複線化。
  - 9月30日：虎姫駅 - 高月駅間が複線化。当駅を挟む区間の複線化が完了。
- 1971年（昭和46年）3月25日：一般運輸営業を終了（専用線発着車扱貨物は継続）[1]。
- 1984年（昭和59年）2月1日：荷物の取り扱いを廃止[1]。
- 1987年（昭和62年）4月1日：国鉄分割民営化により、西日本旅客鉄道（JR西日本）・日本貨物鉄道（JR貨物）の駅となる[1]。
- 2005年（平成17年）
  - 5月：高月町がJR高月駅名称検討委員会を組織[2]。
  - 7月下旬：アンケート結果に基づき検討委員会が町長に改名案「近江高月駅」を答申（その後、高月町議会の審議により改名せず）[2]。
  - 10月16日：新駅舎の使用を開始[3]。ホームのかさ上げ工事が完成。
- 2006年（平成18年）10月21日：北陸本線の敦賀駅 - 長浜駅間の直流電化により[4]、新快速の乗り入れを開始する。「ICOCA」の利用が可能となる[5]。ICカード専用簡易改札機で対応。
- 2018年（平成30年）3月17日：駅ナンバリングが導入され、使用を開始する[6]。

### 改称の検討
駅の移転改築や北陸本線の直流電化を控えた2005年頃、当駅の改称が検討された。「JR高月駅名称検討委員会」が同年6月3日から24日までの期間中に高月町内全世帯にアンケート用紙を配布し、290人の返答を得た。結果は以下の通り。
- 高月駅のままで良い…97人
- 近江高月駅…82人
- 観音の里 高月駅…17人
- 観音高月駅…12人
- びわこ高月駅…12人
- 湖北高月駅…10人

駅名改称を支持する理由としては大阪府高槻市の高槻駅との混同が挙げられた。（当駅を経由する新快速は「たかつき駅」を2回通る結果になってしまっている）アンケート結果を受けた検討委員会は新駅名候補として「近江高月駅」を選定し、高月町長に答申した。しかし、町議会で審議した結果、約数千から5千万円と試算された改称費用に対し、「近江高月駅」案では観光誘致に直接結びつかず、費用対効果が望めないとして駅名改称を否決。滋賀県を通してJR西日本には駅名を変更しない事を伝えた。

## 駅構造
相対式ホーム2面2線を有する地上駅で、橋上駅舎を持つ。ホームの間には、貨物列車が使用する中線が1本ある。
米原駅管理の簡易委託駅であり、委託係員が集改札を行う(ただし、早朝と夜間は無人となるため、この時間に下車する場合にはきっぷや運賃は釣銭のいらないように備え付けの回収箱に投入する)。自動精算機・自動改札機はないが、ICカードリーダーと自動券売機が設置されている。

### のりば
| のりば | 路線     | 方向 | 行先               |
| ------ | -------- | ---- | ------------------ |
| 1      | 北陸本線 | 下り | 近江塩津・敦賀方面 |
| 2      | 北陸本線 | 上り | 米原・京都方面     |

### 貨物取扱・専用線
JR貨物の駅は、専用線発着の車扱貨物の取扱駅となっていたが、現在は貨物発着が設定されていない（休止駅）。
駅の側線から、本線東側に沿って南進、日本電気硝子滋賀高月事業所へ至る専用線があった。この専用線は、塩浜駅から当駅まで輸送された石油を工場へ輸送するために使用されていた が、2008年12月をもって休止された。
中線は使用されていないが、レール・信号・架線はすべてそのまま残っている。なお、専用線のレールはほぼ完全に撤去された。
過去には稲沢と金沢貨物ターミナルを結ぶ専用貨物列車が1日1往復停車していた。

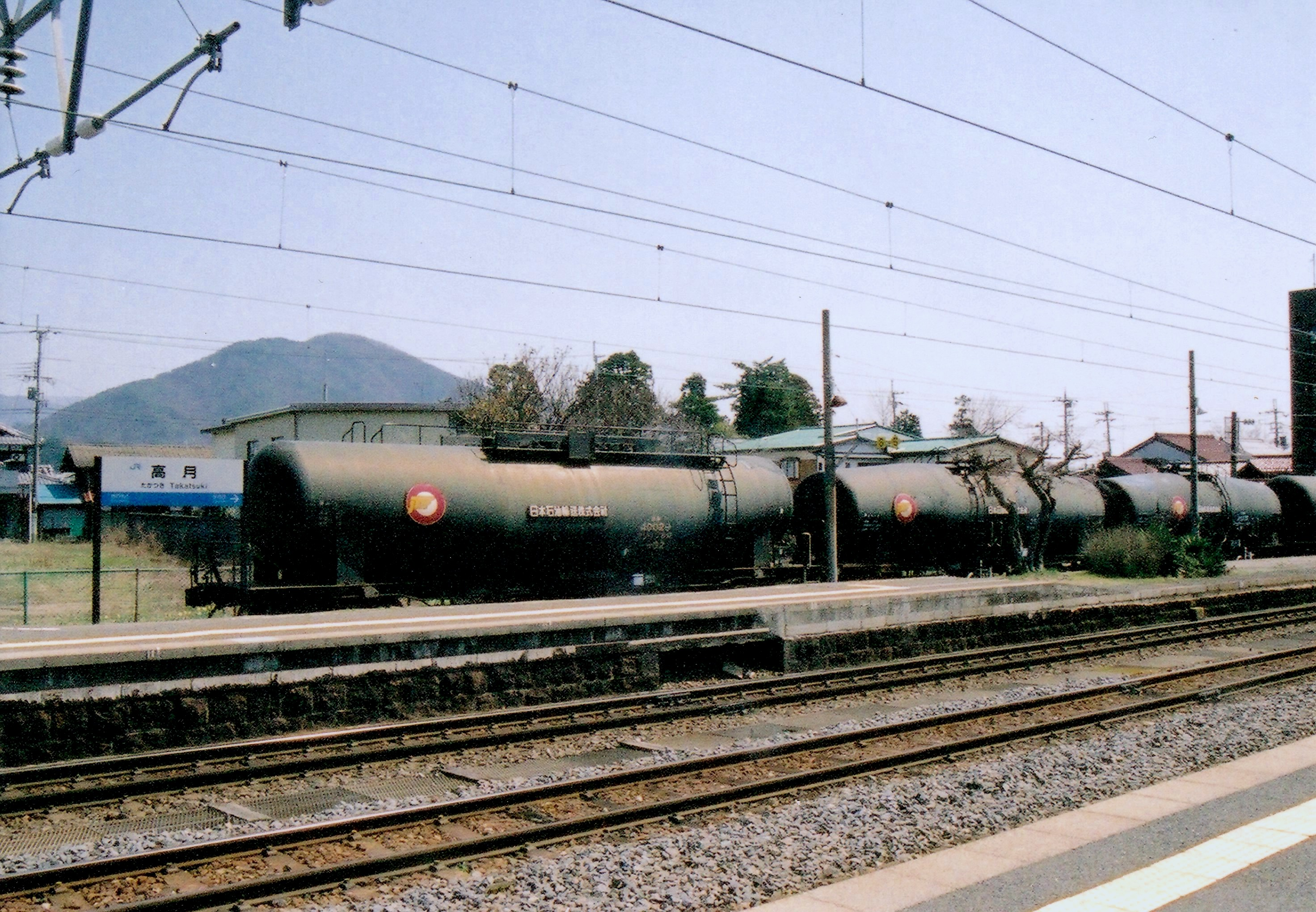
留置中のタンク車（2005年4月）
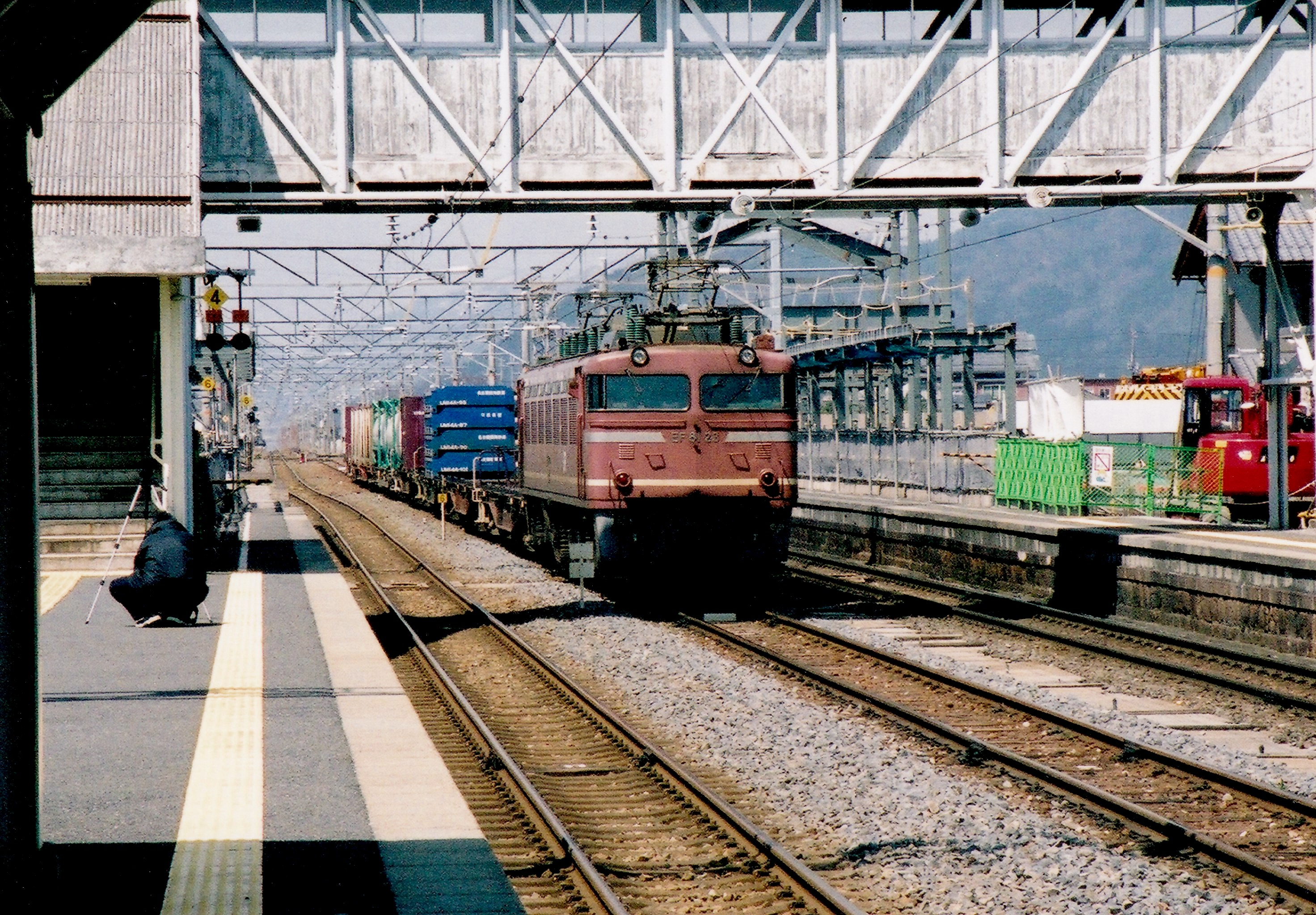
停車中の貨物列車（2005年4月）

## 利用状況
JR西日本の移動等円滑化取組報告書によれば、2023年度の1日当たりの利用者数は1,302人。「滋賀県統計書」によると、1日平均の乗車人員は以下の通りである。
| 年度   | 1日平均 乗車人員 | 出典        |
| ------ | ---------------- | ----------- |
| 1992年 | 637              | [ 統計 2 ]  |
| 1993年 | 698              | [ 統計 3 ]  |
| 1994年 | 729              | [ 統計 4 ]  |
| 1995年 | 773              | [ 統計 5 ]  |
| 1996年 | 756              | [ 統計 6 ]  |
| 1997年 | 689              | [ 統計 7 ]  |
| 1998年 | 647              | [ 統計 8 ]  |
| 1999年 | 642              | [ 統計 9 ]  |
| 2000年 | 646              | [ 統計 10 ] |
| 2001年 | 632              | [ 統計 11 ] |
| 2002年 | 615              | [ 統計 12 ] |
| 2003年 | 619              | [ 統計 13 ] |
| 2004年 | 614              | [ 統計 14 ] |
| 2005年 | 580              | [ 統計 15 ] |
| 2006年 | 624              | [ 統計 16 ] |
| 2007年 | 705              | [ 統計 17 ] |
| 2008年 | 725              | [ 統計 18 ] |
| 2009年 | 712              | [ 統計 19 ] |
| 2010年 | 715              | [ 統計 20 ] |
| 2011年 | 733              | [ 統計 21 ] |
| 2012年 | 730              | [ 統計 22 ] |
| 2013年 | 744              | [ 統計 23 ] |
| 2014年 | 711              | [ 統計 24 ] |
| 2015年 | 735              | [ 統計 25 ] |
| 2016年 | 722              | [ 統計 26 ] |
| 2017年 | 739              | [ 統計 27 ] |
| 2018年 | 731              | [ 統計 28 ] |
| 2019年 | 726              | [ 統計 29 ] |
| 2020年 | 584              | [ 統計 30 ] |
| 2021年 | 583              | [ 統計 31 ] |
| 2022年 | 635              | [ 統計 32 ] |

## 駅周辺
駅の西側を国道8号が通り、高月地区（旧・高月町）の中心市街地が広がる。
- 長浜市役所高月支所
- 長浜市立高月図書館
- 長浜市立高月中学校
- 長浜市立高月小学校
- 高月保育園
- 高月郵便局
- 滋賀銀行高月支店
- 長浜信用金庫高月支店
- 渡岸寺観音堂（国宝 十一面観音）
- 日本電気硝子滋賀高月事業所
- 国道8号
- 滋賀県道279号落川高月線
- 滋賀県道280号井口高月線
- 滋賀県道547号西柳野高月線
- 湖国バス「高月」停留所[12]
- 北近江リゾート
- 神高槻神社

## タクシー路線
駅に乗り入れるバス路線は廃止されたが、現在は下記のデマンドタクシーに乗車することができる（登録・予約制）。
- 高月デマンドタクシー
  - 駅周辺と高月地区を結ぶエリアタクシー[13]。

## 隣の駅
西日本旅客鉄道（JR西日本）
 北陸本線
■新快速・■普通
木ノ本駅 (JR-A05) - 高月駅 (JR-A06) - 河毛駅 (JR-A07)

### 記事本文
1. 1 2 3 4 5 6  石野哲 編『停車場変遷大事典 国鉄・JR編』 II（初版）、JTB、1998年10月1日、131-132頁。ISBN 978-4-533-02980-6。
2. 1 2 3 4 5  冨田伸生“『高月駅』の名称変更せず 町長が議会などと相談、決定 JR北陸線 検討委答申の『近江高月駅』 観光誘致結びつかぬ”、中日新聞、2005年8月24日朝刊、17面〔滋賀版〕
3. ↑  「装い新たに高月駅開業」『朝日新聞』朝日新聞社、2005年10月17日。
4. ↑  「悲願の「直通」喜び合う 琵琶湖環状線開業記念式典」『京都新聞』京都新聞社、2006年10月22日。
5. ↑  『「ICOCA」いよいよデビュー! 〜 平成15年11月1日（土）よりサービス開始いたします 〜』（プレスリリース）西日本旅客鉄道、2003年8月30日。オリジナルの2004年8月3日時点におけるアーカイブ。
6. ↑  『近畿エリアの12路線 のべ300駅に「駅ナンバー」を導入します！』（プレスリリース）西日本旅客鉄道、2016年7月20日。
7. 1 2 3  冨田伸生“「近江高月駅」が最多 JR高月駅 新名アンケート”、中日新聞、2005年7月9日朝刊、24面〔滋賀版〕
8. 1 2  宮脇俊三・原田勝正 編『国鉄全線各駅停車』 7 北陸・山陰510駅、小学館、1984年1月、115頁。
9. 1 2  “高月駅｜構内図：JRおでかけネット”.   西日本旅客鉄道. 2023年1月9日閲覧。
10. 1 2 3  『貨物時刻表 平成15年10月ダイヤ改正』鉄道貨物協会、2003年、89頁。
11. ↑  『貨物時刻表 平成21年1月ダイヤ改正』鉄道貨物協会、2009年、90頁。
12. ↑  “高月駅 接続交通機関（JR西日本）”.   西日本旅客鉄道（JR西日本）. 2022年10月1日閲覧。
13. ↑  “高月地区乗合タクシーリーフレット”.   長浜市. 2022年8月11日閲覧。

### 利用状況
1. 1 2  “移動等円滑化取組報告書（鉄道駅）（令和5年度）”.   西日本旅客鉄道. 2025年3月15日閲覧。
2. ↑  平成4年滋賀県統計書
3. ↑  平成5年滋賀県統計書
4. ↑  平成6年滋賀県統計書
5. ↑  平成7年滋賀県統計書
6. ↑  平成8年滋賀県統計書
7. ↑  平成9年滋賀県統計書
8. ↑  平成10年滋賀県統計書
9. ↑  平成11年滋賀県統計書
10. ↑  平成12年滋賀県統計書
11. ↑  平成13年滋賀県統計書
12. ↑  平成14年滋賀県統計書
13. ↑  平成15年滋賀県統計書
14. ↑  平成16年滋賀県統計書
15. ↑  平成17年滋賀県統計書
16. ↑  平成18年滋賀県統計書
17. ↑  平成19年滋賀県統計書
18. ↑  平成20年滋賀県統計書
19. ↑  平成21年滋賀県統計書
20. ↑  平成22年滋賀県統計書
21. ↑  平成23年滋賀県統計書
22. ↑  平成24年滋賀県統計書
23. ↑  平成25年滋賀県統計書
24. ↑  平成26年滋賀県統計書
25. ↑  平成27年滋賀県統計書
26. ↑  平成28年滋賀県統計書
27. ↑  平成29年滋賀県統計書
28. ↑  平成30年滋賀県統計書 (PDF)
29. ↑  令和元年滋賀県統計書 (PDF)
30. ↑  令和2年滋賀県統計書 (PDF)
31. ↑  令和3年滋賀県統計書 (PDF)
32. ↑  令和4年滋賀県統計書 (PDF)